# Полиомавирусы
Полиомавирусы (лат. Polyomaviridae) — семейство безоболочечных вирусов. Относится к I группе классификации вирусов по Балтимору. В соответствии с ревизией, утверждённой Международным комитетом по таксономии вирусов (ICTV) в 2016 году, включает 4 рода.

## История исследований
В 1953 году Людвиком Гроссом был описан полиомавирус мыши. Позже были описаны многие полиомавирусы, инфицирующие птиц и млекопитающих. Род Polyomavirus, их объединяющей, относили сначала к семейству Papovaviridae, а с 1999 года, после разделения последнего, — к семейству Polyomaviridae.
Полиомавирусы широко изучают как опухолеродные вирусы для человека и животных. Белок p53, супрессор опухолей, например, был выделен как клеточный белок, связанный с большим Т-антигеном вируса SV40.

## Описание
Полиомавирусы являются ДНК-содержащими вирусами (геном представлен кольцевой двуцепочечной ДНК длиной порядка 5000 пар оснований), вирионы небольшие, диаметр порядка 40—50 нм, икосаэдрической формы, не покрыты липидной оболочкой. Вирусы обычно онкогенные, часто находятся в организме хозяина в латентном состоянии и не вызывают болезнь, но образуют опухоли в организмах других видов, либо в случае иммунного дефицита хозяина. Корень «полиома» в названии вируса говорит о том, что вирусы способны вызывать множественные опухоли.

### Большой и малый Т-антигены
Большой Т-антиген играет важную роль в регуляции жизненного цикла вируса, связываясь с вирусной ДНК, и усиливая её репликацию. Для репликации полиомавирусам требуются ферменты метаболизма нуклеиновых кислот клетки, поэтому репликация геномной вирусной ДНК возможна только в S-фазу клеточного цикла. Большой Т-антиген связывается с белками контроля клеточного цикла и стимулирует начало репликации ДНК. Это достигается за счет ингибирования гена супрессора опухоли p53 и генов семейства ретинобластомы. При этом клеточные деления стимулируются за счет связывания с клеточной ДНК, геликазой, ДНК-полимеразой α и факторов преинициации транскрипции. Такие изменения клеточного цикла приводят к онкогенной трансформации.
Малый Т-антиген также активирует некоторые клеточные пути, стимулирующие пролиферацию клеток, например, путь митоген-активируемой протеинкиназы (англ. MAPK), и стресс-активируемой протеинкиназы (англ. SAPK).

## Классификация
В 2015 году род Polyomavirus, единственный на тот момент в семействе полиомавирусов, включал 13 видов. В результате ревизии 2016 года в семействе образовали 4 новых рода и включили 68 новых видов, удалили род Polyomavirus и 5 старых видов (African green monkey polyomavirus, Baboon polyomavirus 2, Human polyomavirus, Rabbit kidney vacuolating virus, Simian virus 12), а остальные виды распределили по новым родам и сменили им названия. По данным ICTV, на март 2017 года в классификация семейства следующая:
- Род Alphapolyomavirus (37 видов)
  - Mesocricetus auratus polyomavirus 1 [syn. Hamster polyomavirus]
  - Mus musculus polyomavirus 1 [syn. Murine polyomavirus]
- Род Betapolyomavirus (29 видов)
  - Human polyomavirus 1 [syn. BK polyomavirus]
  - Human polyomavirus 2 [syn. JC polyomavirus]
  - Macaca mulatta polyomavirus 1 [syn. Simian virus 40]
  - Mus musculus polyomavirus 2 [syn. Murine pneumotropic virus]
- Род Gammapolyomavirus (7 видов)
  - Aves polyomavirus 1 [syn. Budgerigar fledgling disease polyomavirus]
- Род Deltapolyomavirus (4 вида)
- Виды incertae sedis (3 вида)
  - Bos taurus polyomavirus 1 [syn. Bovine polyomavirus]

### Полиомавирусы человека
С 2016 года зарегистрированы 13 видов полиомавирусов, поражающих людей:
| Вид                   | Род               | Название вида до 2016 г.                          | Код    |
| --------------------- | ----------------- | ------------------------------------------------- | ------ |
| Human polyomavirus 1  | Betapolyomavirus  | BK polyomavirus                                   | BKPyV  |
| Human polyomavirus 2  | Betapolyomavirus  | JC polyomavirus                                   | JCPyV  |
| Human polyomavirus 3  | Betapolyomavirus  | KI polyomavirus                                   | KIPyV  |
| Human polyomavirus 4  | Betapolyomavirus  | WU polyomavirus                                   | WUPyV  |
| Human polyomavirus 5  | Alphapolyomavirus | Merkel cell polyomavirus                          | MCPyV  |
| Human polyomavirus 6  | Deltapolyomavirus | —                                                 | —      |
| Human polyomavirus 7  | Deltapolyomavirus | —                                                 | —      |
| Human polyomavirus 8  | Alphapolyomavirus | Trichodysplasia spinulosa-associated polyomavirus | TSPyV  |
| Human polyomavirus 9  | Alphapolyomavirus | —                                                 | —      |
| Human polyomavirus 10 | Deltapolyomavirus | MW polyomavirus                                   | MWPyV  |
| Human polyomavirus 11 | Deltapolyomavirus | STL polyomavirus                                  | StLPyV |
| Human polyomavirus 12 | Alphapolyomavirus | —                                                 | —      |
| Human polyomavirus 13 | Alphapolyomavirus | New Jersey polyomavirus                           | NJPyV  |

Инфекцию, вызываемую Human polyomavirus 1—4, сложно отличить от инфекции, вызываемой Macaca mulatta polyomavirus 1.
Human polyomavirus 1 приводит к мягким респираторным инфекциям, и поражает почки у пациентов со сниженной иммунной системой, например, после трансплантации органов. Human polyomavirus 2 поражает клетки дыхательной системы, почек или мозга. Оба эти вируса широко распространены в популяции, порядка 80 % взрослых жителей США имеют антитела к этим вирусам.
Human polyomavirus 5 описан в 2008 году, вызывает рак кожи Меркеля.
Human polyomavirus 8 описан в 2010 году, вызывает триходисплазию.